# تیک پوینت
تیک پوینت (انگلیسی: Take Point; کره‌ای: PMC: 더 벙커) یک فیلم اکشن کره جنوبی سال ۲۰۱۸ به نویسندگی و کارگردانی کیم بیونگ وو و با بازی ها جونگ وو و لی سون کیون است. این فیلم با دیالوگ‌هایی به زبان انگلیسی و کره‌ای در ۲۶ دسامبر ۲۰۱۸ اکران شد.

## بازیگران
- ها جونگ وو ای‌هب[۱۱]
- لی سون کیون[۱۱] در نقش دکتر یون جی یی
- جنیفر ایلی در نقش مأمور مکنزی[۱۲]
- کوین دورند در نقش مارکوس[۱۲]
- ملک یوبا در نقش جرالد
- اسپنسر دنیلز در نقش لوگان
- رابرت کورتیز براون در نقش رئیس مک‌گریگور